# Concílio Provincial de Tolosa
O Concílio de Tolosa ou Concílio Provincial de Tolosa ou ainda Concílio de Toulouse aconteceu em 1229 na cidade de Tolosa na França. Fazendo parte dos esforços da Igreja Católica de suprimir a heresia cátara, este concílio regional ou provincial decidiu proibir o uso da Bíblia em língua vernacular pelos leigos. Ao longo dos séculos, a Igreja foi suavizando ou endurecendo a sua posição sobre este assunto, consoante se havia em determinado período histórico mais ou menos heresias que se baseavam em traduções e interpretações não autorizadas pela Igreja. Porém, em 1965, o Concílio Vaticano II encorajou definitivamente a leitura e uso da Bíblia em língua vernacular pelos fiéis católicos. Mas, o livre exame da Bíblia pelos fiéis, defendida pelos protestantes, continua a ser rejeitada pela Igreja Católica, nomeadamente através do Concílio de Trento (1543-65). Este concílio ecuménico do século XVI declarou que a Bíblia só pode ser verdadeiramente entendida à luz da Tradição e do Magistério da Igreja Católica.